# Río Bolshói Babuk
El río Bolshói Babuk (en ruso: Большой Бабук) es un arroyo del Cáucaso septentrional en el raión de Abasia de la república de Karacháyevo-Cherkesia del sur de Rusia. Es un afluente por la derecha del río Mali Babuk, que lo es del Mali Zelenchuk, que desemboca en el río Kubán.

## Curso
El río nace en los montes al este de Inzhich-Chukún, en la vertiente occidental del monte Jabas, que separa sus aguas de las del Chibish y del valle del Kubán. Su curso discurre por 5.1 km por un valle poco pronunciado en dirección oeste-noroeste hasta la desembocadura en la orilla derecha del Mali Babuk poco antes de llegar a Elburgan.